# Lukavica (samhälle)
Lukavica är ett samhälle i Bosnien och Hercegovina.   Det ligger i entiteten Federationen Bosnien och Hercegovina, i den centrala delen av landet, 100 km norr om huvudstaden Sarajevo. Lukavica ligger 205 meter över havet och antalet invånare är 4 084.
Terrängen runt Lukavica är lite kuperad. Närmaste större samhälle är Doboj, 7,4 km sydväst om Lukavica. 
I omgivningarna runt Lukavica växer i huvudsak lövfällande lövskog. Runt Lukavica är det ganska tätbefolkat, med 93 invånare per kvadratkilometer.